# Hassanal Bolkiah
Hassanal Bolkiah ibni Omar Ali Saifuddien III (Bandar Seri Begawan, 15 de julho de 1946) é o atual sultão e Yang di Pertuan desde 1967 e primeiro-ministro de Brunei desde 1984, sendo o monarca absoluto de Brunei.
E filho e sucessor do sultão Omar III, após sua abdicação em 5 de outubro de 1967.
O sultão foi classificado entre os indivíduos mais ricos do mundo. Em 2008, a Forbes estimou o patrimônio líquido total do sultão em US$ 20 bilhões. Após a morte da Rainha Isabel II do Reino Unido, em 8 de Setembro de 2022, tornou-se o monarca que há mais tempo ocupa um trono (57 anos e 275 dias), desde 5 de outubro de 1967. Em 5 de outubro de 2017, o sultão celebrou seu Jubileu de Ouro para marcar o 50º ano de seu reinado no trono.
O sultão nasceu em 15 de julho de 1946, em Istana Darussalam, cidade de Brunei (agora chamada de Bandar Seri Begawan) como Pengiran Muda (Príncipe) Hassanal Bolkiah. O sultão recebeu o ensino médio na Victoria Institution em Kuala Lumpur, após o qual frequentou a Royal Military Academy Sandhurst no Reino Unido, graduando-se em 1967.

## Casamentos e descendência
Bolkiah se casou três vezes, a primeira delas quando tinha apenas 19 anos de idade. Ele tem 5 filhos (um falecido) e 7 filhas.

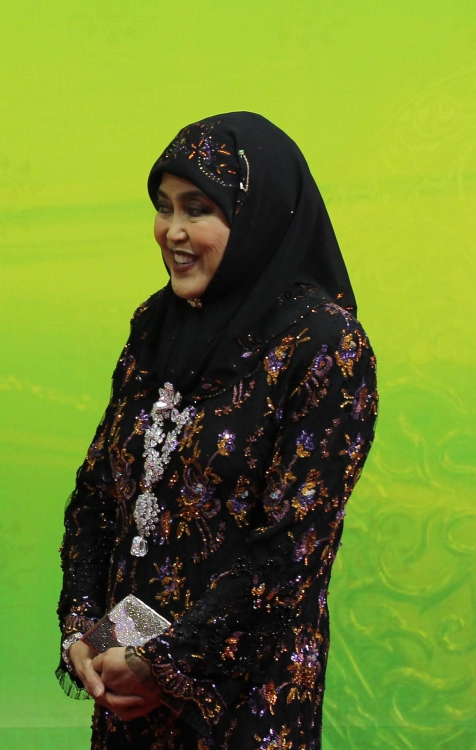
Saleha, a Rainha Consorte do Brunei

| Esposa                              | Data do casamento | Descendentes |
| ----------------------------------- | ----------------- | --- |
| Saleha, a rainha consorte de Brunei | 1965-presente     | Princesa Rashidah (n. 1969) Princesa Muta-Wakkilah (n. 1971) Príncipe Al-Muhtadee Billah (n. 1974) Princesa Majeedah (n. 1976) Princesa Hafizah (n. 1980) Príncipe Abdul Malik (n. 1983) |
| Mariam Abdul Aziz                   | (1982 - 2003)     | Príncipe Haji Abdul Azim (1982-2020) Princesa Azemah Ni'matul Bolkiah (n. 1984) Princesa Fadzillah Lubabul Bolkiah (n. 1985) Príncipe Abdul Mateen (n. 1991)                             |
| Azrinaz Mazhar Hakim                | (2005 - 2010)     | Príncipe Abdul Wakeel (n. 2006) Princesa Ameerah Wardatul Bolkiah (n. 2008) |

## Reinado
Ele se tornou o sultão de Brunei Darussalam em 5 de outubro de 1967, depois que seu pai abdicou. Sua coroação foi realizada em 1º de agosto de 1968 e o tornou Yang di-Pertuan (Chefe de Estado) de Brunei. Como seu pai, ele foi nomeado cavaleiro pela rainha Elizabeth II do Reino Unido, da qual Brunei foi protetorado até 1984.
Sob a constituição de Brunei de 1959, o sultão é o chefe de estado com plena autoridade executiva, incluindo poderes de emergência desde 1962. Em 9 de março de 2006, o sultão teria alterado a constituição de Brunei para se tornar infalível sob a lei de Brunei. Bolkiah, como primeiro-ministro, também é o chefe de governo. Além disso, atualmente ocupa as pastas de Ministro da Defesa, Ministro das Relações Exteriores e Ministro da Fazenda. Como Ministro da Defesa, ele é, portanto, o Comandante Supremo das Forças Armadas Reais de Brunei, bem como General Honorário das forças armadas britânicas e indonésias e Almirante Honorário da Marinha Real. Ele nomeou a si mesmo como Inspetor Geral da Polícia (IGP) da Força Policial Real de Brunei.
Bolkiah dirigiu-se à Assembleia Geral das Nações Unidas sobre a admissão de Brunei Darussalam nas Nações Unidas em setembro de 1984. Em 1991, ele introduziu uma ideologia conservadora em Brunei chamada Melayu Islam Beraja (Monarquia Islâmica Malaia, MIB), que apresenta a monarquia como defensora da fé. Recentemente, ele favoreceu a democratização do governo de Brunei e declarou-se primeiro-ministro e presidente. Em 2004, o Conselho Legislativo, dissolvido desde 1962, foi reaberto.
Hassanal Bolkiah estabeleceu a Fundação Sultan Haji Hassanal Bolkiah (YSHHB). Hassanal Bolkiah foi presidente da Summit APEC Leaders em 2000, quando Brunei Darussalam sediou a cúpula. Hassanal Bolkiah também foi o presidente da Cúpula da ASEAN em 2013, quando Brunei Darussalam sediou a cúpula.
Hassanal Bolkiah é o Chefe da Religião, e o Islã é a religião oficial do país. Mesquitas, salas de oração e estações foram construídas em todo o país. O sultão decretou que as celebrações islâmicas, como o aniversário do Profeta da Comemoração dos Primeiros Anos, Isra e Miraj e Nuzul Al Quran, sejam celebradas em grande escala. Freqüentemente, ele frequenta mesquitas e surau em todo o país para as orações obrigatórias de sexta-feira. Em 2014, Hassanal Bolkiah também defendeu a adoção das penalidades da sharia islâmica, incluindo que o adultério deve ser punido com a morte por apedrejamento.
Hassanal Bolkiah também proibiu as celebrações públicas do Natal em 2015, incluindo o uso de chapéus ou roupas que lembram o Papai Noel. A proibição afeta apenas os muçulmanos locais. Os cristãos ainda podem celebrar o Natal. De acordo com o bispo de Brune e o cardeal Cornelius Sim, em 25 de dezembro de 2015, havia cerca de 4.000 dos 18.000 católicos em Brunei, principalmente chineses e expatriados que vivem no país, participando da missa na véspera e no dia de Natal. Embora não houvesse proibição absoluta de comemorações, havia proibição de afetar as decorações de Natal em locais públicos, especialmente shopping centers; a proibição não afetou pequenas lojas ou residências particulares, incluindo igrejas.

## Fortuna
O sultão chegou a ser considerado um dos homens mais ricos do mundo, porém sua fortuna caiu drasticamente de 40 bilhões para 20 bilhões de dólares por causa da má administração de seu irmão, o príncipe Jefri Bolkiah, na Brunei Investiment Agency (BIA).

### Coleção de carros
O Sultão é famoso por sua vasta coleção de automóveis. Segundo a imprensa, ele tem cerca de 3 000 a 6 000 carros que custaram mais de 4 bilhões de dólares. O número de carros adquiridos devido a interesses comerciais, bem como o número de carros a serem efetivamente utilizados por ele e sua família diferem grandemente. Segundo o Guinness World Records, a coleção pessoal do Sultão inclui 500 Rolls-Royces - a maior coleção desta marca no mundo.
Durante a década de 1990, sua família foi responsável pela compra da metade da produção da Rolls-Royce. Ele também possui o última Rolls-Royce Phantom VI de 1992. Além dos Rolls-Royces, a sua coleção inclui: Porsche Carrera GT, Lamborghini Diablo , Porsche 959, Bugatti EB110, Lamborghini Murciélago, Maybach 62, Jaguar XJR-15 e seis Dauers 962. Ele também é o dono de seis modelos da Ferrari FX, o original do modelo vermelho Bentley Continental R, duas versões totalmente operacionais da Ferrari Mythos, dois sedans Ferrari 456, a única mão direita da Mercedes no mundo - Benz CLK-GTR, um Bens Classe a 160 incluindo cinco  modelos McLaren F1. Ele também possui um carro de Fórmula 1 Campeão Mundial de Fórmula 1 na temporada de 1980.
O sultão já foi dono de uma das maiores coleções particulares de carros do mundo, com cerca de 2.500 carros que seu irmão Jefri Bolkiah comprou para si mesmo, o sultão e outros membros da família real para entreter sua paixão por carros. A coleção de carros e outras indulgências do príncipe Jefri custaram bilhões de dólares americanos e, por fim, colocaram-no em apuros e em uma crise financeira para a família real. A coleção de carros ficou abandonada; a maioria dos carros fora da garagem estava além da economia, o restante foi leiloado.

### Outros bens
Para uso pessoal, o sultão possui um Boeing 747-400 com mobiliário dourado estimado em 233 milhões de dólares, seis pequenos aviões e dois helicópteros. Ele é habilitado para pilotar as aeronaves.
Ele também é o proprietário de  um Parque de diversão chamado Jerudong Park, que no passado era utilizado de forma gratuita e já recebeu show de Michael Jackson. Foi reaberto em 2014, após um período fechado para reparos e mudanças estruturais, mas, atualmente, por conta da pandemia de covid-19 está fechado.
Sua residência oficial é o Istana Nurul Iman, com 1 788 quartos, 257 banheiros, e uma área útil de 200 000 metros quadrados, atualmente é maior palácio residencial do mundo.

## Controvérsias

### Legislação anti-LGBT e morte por apedrejamento
Como primeiro-ministro, Bolkiah liderou uma legislação que introduziria a pena de morte por homossexualidade e adultério, por apedrejamento, a partir de 3 de abril de 2019. Isso gerou protestos internacionais. A política resultou em pedidos de boicote de várias empresas pertencentes à família real de Brunei, notadamente a Dorchester Collection, um grupo de hotéis conhecidos de propriedade do sultão nos Estados Unidos e na Europa.
O sultão, por meio de sua Brunei Investment Agency (BIA), proprietária dos hotéis Dorchester Collection, levantou preocupação no exterior em abril de 2014 ao implementar o código penal da lei Sharia, que inclui morte por apedrejamento, amputação de membros e açoitamento por crimes em Brunei, como abortos, adultério e atos sexuais entre pessoas do mesmo sexo. Nenhum está isento da lei Sharia, independentemente das classes em que estão e as leis só se aplicam dentro da fronteira de Brunei. Quando o sultão fez esse anúncio, George Clooney, Elton John e Ellen DeGeneres pediram novamente um boicote a todos os hotéis associados a ele.
Em protesto, uma organização nacional de defesa LGBT dos Estados Unidos, o Gill Action Fund, cancelou sua reserva para realizar uma conferência de grandes doadores no Beverly Hills Hotel e exigiu o reembolso de seu depósito. A administração do hotel respondeu emitindo uma declaração afirmando que não discrimina com base na orientação sexual. Os estilistas Brian Atwood e Peter Som subseqüentemente convocaram protestos mais amplos, instando a indústria da moda a boicotar todos os hotéis pertencentes à Dorchester Collection.
Em janeiro de 2013, o Royal College of General Practitioners designou o sultão como o primeiro companheiro do colégio para serviços de saúde em Brunei e no exterior. Em abril de 2019, o RCGP retirou esta honra à luz das novas leis LGBT apoiadas pelo sultão que não estão de acordo com os valores da organização.
Devido à condenação internacional da legislação, Bolkiah anunciou que iria estender uma moratória sobre a pena de morte para a homossexualidade e ratificar a Convenção das Nações Unidas contra a Tortura.